# Max Eastman
Max Forrester Eastman (Canandaigua, 4 gennaio 1883 – Bridgetown, 25 marzo 1969) è stato uno scrittore, critico letterario, poeta, ed un influente attivista politico statunitense.
Sostenne l'ideologia socialista e diventò uno dei principali sostenitori del movimento artistico e culturale del Rinascimento di Harlem. Prese parte a diversi circoli liberali e radicali nel Greenwich Village; per diversi anni, curò la rivista The Masses e, dopo la sua chiusura imposta dal governo per l'opposizione manifestata all'entrata in guerra degli USA, fu cofondatore con la sorella Crystal Eastman del mensile socialista The Liberator. Nel 1922 si recò in Russia per studiare lo stato sovietico e in seguito, dopo la morte di Lenin, a causa della rivalità tra Joseph Stalin e Leon Trotsky che portò all'assassinio di quest'ultimo, e delle uccisioni di massa compiute durante il periodo delle Grandi Purghe, cambiò diametralmente punto di vista, trasformandosi in un acerrimo critico sia del socialismo che del comunismo. Diventò un conservatore e sostenne il libero mercato e il maccartismo, mantenendosi sempre però un libero pensatore.

## Infanzia ed istruzione
Eastman nacque nel 1883 a Canandaigua, in Ontario, New York. Era il quarto di quattro figli: Crystal Catherine Estman, Antiche Ford Eastman e Morgan Stechely Eastman che morì all'età di soli sette anni, nel 1884. Suo padre Samuel Elijah Eastman era un ministro della Chiesa Congregazionalista e nel 1889 sua madre Annis Bertha Ford lo affiancò, diventando la prima donna negli Stati Uniti ad essere stata ammessa in una Chiesa protestante. Entrambi svolsero la funzione di pastori nella chiesa di Thomas K. Beecher, nei pressi di Elmira, New York, un'area che faceva parte del Burned-over District, dove, all'inizio del XVIII secolo, si formarono numerosi movimenti religiosi tra cui gli Shakers, di stampo protestante puritano, e il mormonismo. Queste componenti religiose ispirarono fortemente cause sociali come l'abolizionismo e la Underground Railroad, la rete di itinerari segreti utilizzata dagli schiavi afroamericani per fuggire negli stati liberi. Grazie ai suoi genitori, Eastman conobbe in gioventù Samuel Langhorne Clemens, noto con lo pseudonimo letterario Mark Twain, con il quale condivise la sua visione radicale.
Si laureò al Williams College nel 1905. Il suo amico nonché compagno di scuola Charles Whittlesey guidò postumo, in qualità di ufficiale in comando, il  "Battaglione perduto" (the Last Battalion) nell'offensiva della Mosa-Aragonne durante la Grande Guerra che gli valse la medaglia al merito.
Nel 1907 si trasferì a New York, stabilendosi nel Greenwich Village con la sorella maggiore Crystal Eastman. La cultura alternativa del Village favorì la sua adesione a numerosi movimenti; in particolare nel 1910 fu fra i fondatori della "Men's League for Women's Suffrage" (Lega maschile per il suffragio femminile) e partecipò all' "American Union Against Militarism", con l'obiettivo di opporsi all'entrata degli Usa nella prima guerra mondiale.
Nel 1911 Eastman completò il suo dottorato in filosofia all'Università della Columbia sotto la supervisione del famoso filosofo e psicologo John Dewey, svolgendo nel frattempo la funzione di assistente e docente nel dipartimento di filosofia e psicologia. Terminato il dottorato, scelse di abbandonare l'attività di docente.

## Vita privata
Durante la sua permanenza nel Greenwich Village, conobbe la radicale Ida Rauh, attrice, scultrice e poetessa, che sposò il 4 Maggio del 1911 a Paterson, nel New Jersey. Ida era una donna ebrea bellissima, intelligente e indipendente dal punto di vista economico, con uno spirito ribelle nei confronti della convenzioni sociali. Entrambi abbracciarono il socialismo. Ida sostenne diverse cause femministe, fra cui quella del diritto al voto, e nel 1916 venne anche arrestata per la sua attività. Nel 1912 nacque il loro figlio, Daniel, ma la relazione con Eastman si incrinò progressivamente fino al divorzio, avvenuto nel 1922.
Durante la rottura con Rauh, Max Eastman, che aveva fama di "Casanova" per la sua abilità nel conquistare le donne, intraprese una tumultuosa relazione con l'attrice Florence Deshon, conosciuta nel dicembre del 1916 ad una festa organizzata per la rivista The Masses. La sua amante si suicidò nel 1922.
Nel 1924 sposò la pittrice russa Elena Krylenko che conobbe durante il suo soggiorno nell'Unione Sovietica. Elena era la sorella del giurista sovietico Nikolai Krylenko, nominato Commissario per la giustizia dell'Urss dal 1936 a 1938. Dopo la morte della moglie, nel 1956, sposò l'ungherese Yvette Szkely, che prima di incontrare Eastman ebbe una lunga relazione con lo scrittore e giornalista Theodore Dresier. Yvette morì all'età di 101 anni a New York, nel 2014.

## Leader del movimento radicale

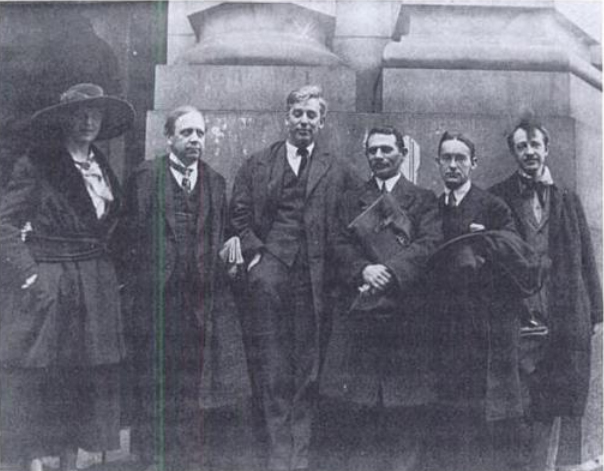
Palazzo di giustizia di New York, maggio 1918. Da sinistra: Crystal Eastman, Art Young, Max Eastman, Morris Hillquit, Merrill Rogers, Floyd Dell.

Eastman fu una figura chiave della sinistra nella comunità del Greenwich Village. Il suo costante impegno a favore dei diritti delle donne, della libertà d'informazione e delle libertà civili lo mise in contatto con il movimento radicale dei lavoratori presenti in questa comunità; nel 1912 fu nominato direttore di quella che è stata probabilmente la più importante rivista nella storia del radicalismo statunitense, The Masses. Questo mensile socialista e pacifista, pubblicato dal 1911 al 1917, divenne il luogo d'incontro di artisti e intellettuali radicali per discutere di politica ed arte. Questo uno dei suoi editoriali:
(Max Eastman, The Masses)
I suoi principali aderenti furono: Floyd Dell, John Rede, William Walling, Crystal Eastman, Sherwood Anderson, Carl Sandburg, Upton Sinclair, Arturo Giovannitti, Michael Gold, Amy Lowell, Louise Bryan, John Sloane, George Bellows.

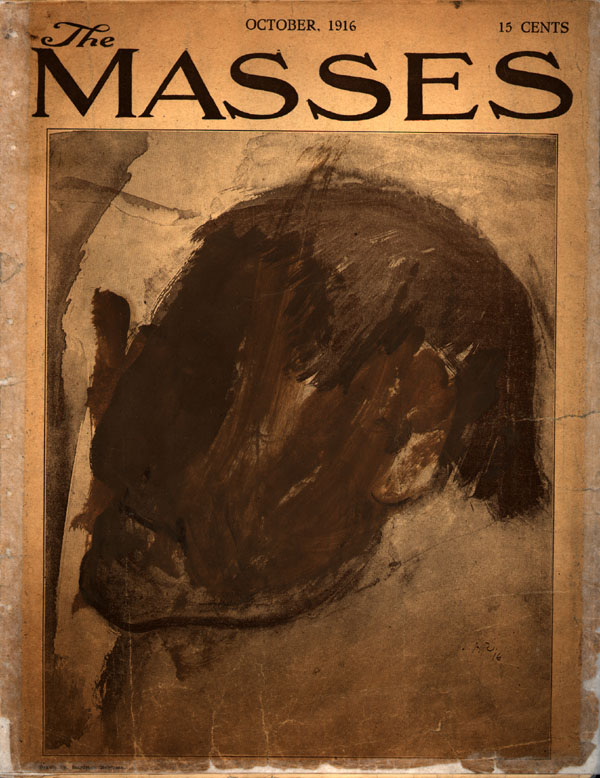
The Masses (1911-1917), la rivista cui collaborò Max Eastman

The Masses fu spesso in opposizione con le autorità locali. Una delle vignette, pubblicata nell'edizione del 1913, gli attirò l'accusa di diffamazione, caduta dopo un anno. Eastman, come la maggior parte dei suoi collaboratori, sosteneva che le cause della Grande Guerra andassero ricercate nella competizione fra i sistemi imperialisti, e che gli Usa dovessero mantenersi neutrali in questa contesa. Vignette e articoli erano schierati contro entrambe le fazioni belligeranti. Dopo che gli Usa dichiararono guerra nel 1917, vennero fatte pressioni sulla rivista perché venisse modificata la sua posizione antinterventista. Al rifiuto dei suoi redattori, venne applicata la legislazione anti-spionaggio, che permetteva di bloccare la pubblicazione di qualsiasi materiale che sminuiva lo sforzo bellico. Al processo del 1918, la giuria non raggiunse un accordo, mentre in quello del 1919 gli imputati furono assolti. Il giornale, tuttavia, fu soppresso.
Eastman contribuì alla raccolta di fondi per sostenere il viaggio del giornalista radicale John Reed in Russia nel 1917. La sua rivista pubblicò gli articoli di Reed dalla Russia, raccolti in seguito nel libro I dieci giorni che sconvolsero il mondo (1919), che narra in chiave di reportage gli avvenimenti della Rivoluzione d'ottobre.
In seguito, Eastman si unì ad Art Young, Floyd Dell e alla sorella Crystal per fondare un altro giornale radicale, The Liberator. Mantenendo la linea del giornale appena chiuso, venivano pubblicate informazioni sui movimenti socialisti in tutto il mondo; fu tra le prime riviste a diffondere la notizia dell'invasione della Russia da parte delle potenze alleate.
Nel 1922, a seguito di problemi finanziari, la rivista passò nelle mani del Partito Comunista, e cambiò il nome in The Workers Monthly. Eastman abbandonò la sua collaborazione con il giornale, e partì per Unione Sovietica. Vi rimase un anno e nove mesi per osservare l'evoluzione del marxismo. Le lotte di potere tra Leon Trotsky e Joseph Stalin gli provocarono una profonda delusione. Da devoto leninista, con una visione idealizzata del comunismo sovietico, finì per sostenere Trotsky. Dopo aver assistito al congresso del Partito Comunista del maggio 1924, lasciò la Russia nel giugno di quell'anno.

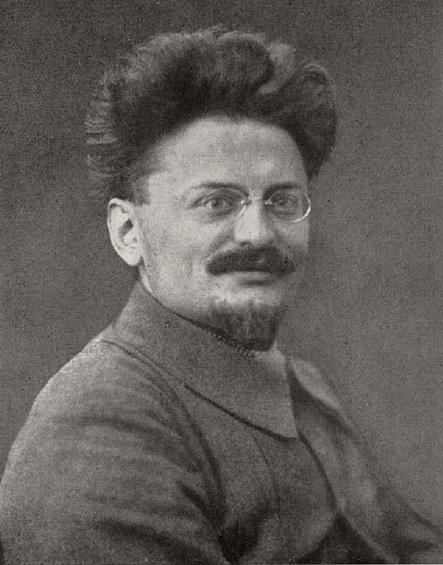
Max Eastman conobbe Lev Trotsky e tradusse in inglese "Storia della rivoluzione russa"

Durante il suo soggiorno in Francia nel 1924, Eastman pubblicò numerose critiche al sistema stalinista, tra cui "Marx and Lenin: the Science of Revolution" e "Since Lenin Died". In questo saggio Eastman descrive come Trotsky fu manovrato e raggirato ingiustamente da Stalin, sottolineando al contempo il suo errore nel non aver accettato il ruolo di leader del partito offertogli da Lenin. In esso è riportato anche il "Testamento di Lenin" in cui quest'ultimo proponeva modifiche alla struttura del governo sovietico, criticava i membri della direzione russa e consigliava le dimissioni di Joseph Stalin dalla posizione di segretario generale del Partito comunista sovietico a favore di Trotsky. Questi libri non furono ben accetti tra i marxisti statunitensi, e Eastman venne considerato un ribelle. La leadership sovietica denunciò l'attività di Eastman ed esortò il partito a costringere Trotsky, ancora membro dell'Ufficio politico, a scrivere un articolo che negasse la versione proposta dallo scrittore.
In altri saggi, Eastman descrisse le condizioni di artisti e attivisti politici in Russia, rendendosi molto impopolare nella sinistra statunitense del tempo. Negli anni successivi, però, i suoi scritti su questo argomento furono citati da molti sia di sinistra che di destra come ritratti sobri e realistici del sistema sovietico sotto Stalin.
L'esperienza maturata nell'Unione Sovietica, unita ai suoi successivi studi, portarono Eastman a cambiare la sua visione del marxismo. Nel 1927, di ritorno negli Stati Uniti, avviò un rapporto di amicizia con Trotsky, di cui divenne il traduttore e l'agente letterario non ufficiale. Tradusse molte sue opere in inglese, tra cui la monumentale storia a tre volumi della Rivoluzione Russa. Pubblicò anche opere del poeta Aleksandr Puskin.
Durante gli anni trenta, Eastman continuò a scrivere saggi di letteratura contemporanea. Pubblicò varie opere contro James Joyce ed altri scrittori modernisti, che, a suo parere, avevano proposto "il culto dell'intelligibilità".  Quando Eastman chiese a Joyce perché il suo libro fosse stato scritto in uno stile di difficile comprensione, Joyce replicò con la famosa frase: "Per mantenere i critici occupati per trecento anni".
Eastman in questo periodo pubblicò The Literary Mind (La mente Letteraria) sul rapporto tra scienza e poesia e "Enjoyment" (Il senso dell'umorismo), in cui criticò alcuni elementi della teoria freudiana. Nel 1930 discusse il significato del marxismo in una serie di scambi pubblici con il filosofo Sidney Hookche, suo ex compagno di studi alla Columbia University.

## Anticomunismo

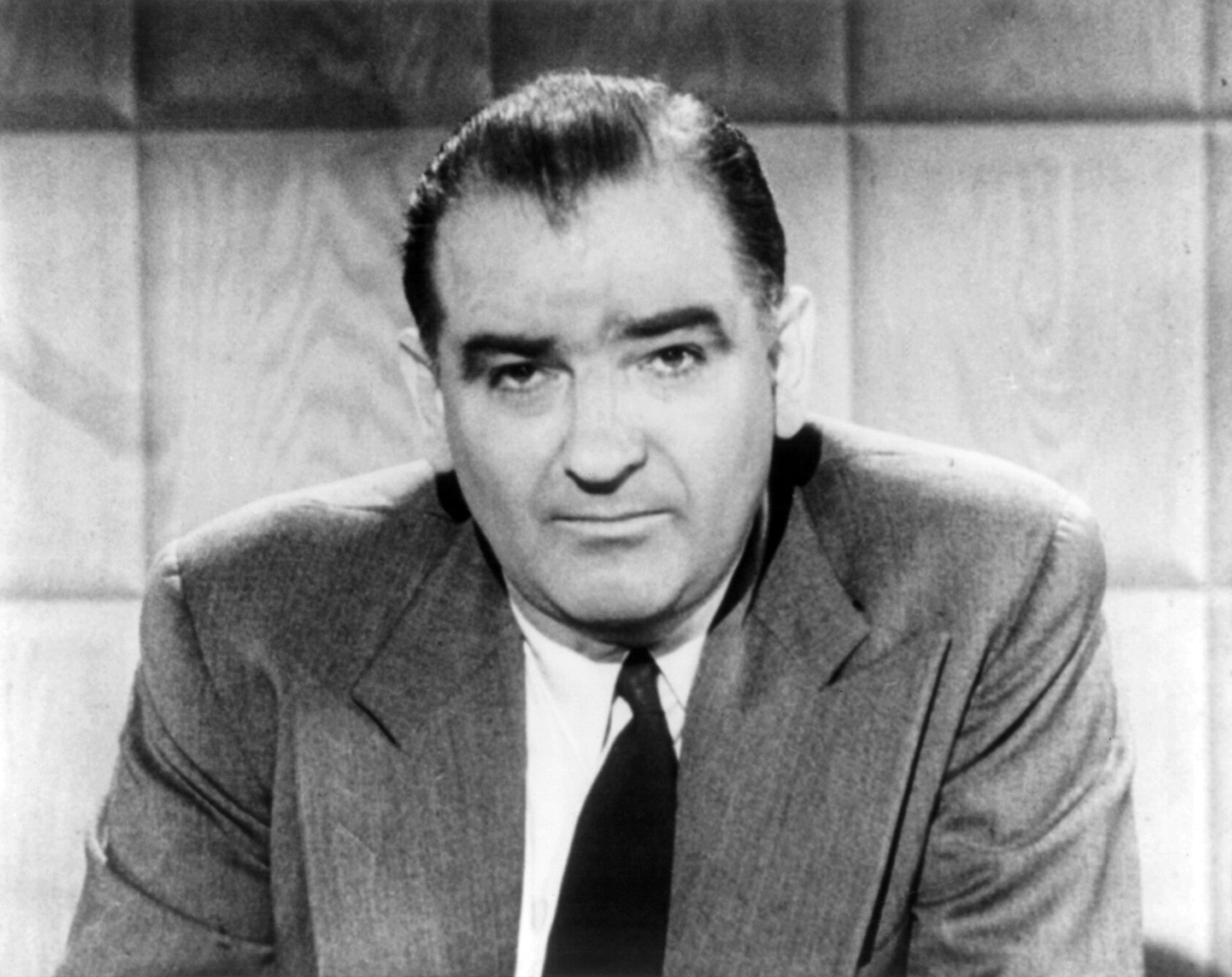
Il senatore Joseph McCarthy (1908-1957) nel 1954.

Dopo la Grande depressione, Eastman cominciò ad abbandonare le proprie convinzioni socialiste. L'opera The End of Socialism in Russia del 1937 decreta formalmente il suo distacco dal movimento socialista. Vide per l'ultima volta Trotzki in Messico, nel 1940, qualche mese prima del suo assassinio per mano dell'agente del NKVD Ramón Mercader.
Nel 1941 fu assunto come redattore per la rivista Reader's Digest, posizione che mantenne per il resto della sua vita. In questo periodo diventa amico e ammiratore degli economisti sostenitori del libero mercato, come Friedrich Hayek, Ludwig von Mises, Wilhelm Röpke, e degli scrittori americani James Burnham e John Dos Passos.
Più tardi, Eastman scrive articoli critici sul socialismo per The Freeman, una rivista incentrata sulla dottrina del libertarianismo, fondata negli anni 1950 dagli amici John Chamberlain e Henry Hazlitt e finanziata dalla Foundation for Economic Education (FEE).
Inizialmente, negli anni '50, diventa un grande sostenitore della Commissione per le attività antiamericane (HUAC) e degli attacchi pubblici del senatore Joseph McCarthy sull'influenza negativa del comunismo. I suoi scritti pubblicati nel Reader's Digest, The Freeman e National Review, giocheranno un ruolo fondamentale in quello che divenne noto come Maccartismo. Tuttavia, ben presto Eastman matura la convinzione che il movimento anticomunista era stato preso in carico da "forze reazionarie che confondevano la ricerca della giustizia sociale con il tradimento comunista".
Nel 1955, il suo ripudio della sinistra raggiunge l'apice con la pubblicazione del saggio "Reflections on the Failure of Socialism", in cui scrive: 
(Max Eastman, Reflections on the Failure of Socialism)
Nella sua nuova visione il bolscevismo anziché promuovere la libertà aveva prodotto "la tirannia più perfetta di tutta la storia". Nel 1955 diventa uno dei redattori del periodico conservatore National Review. Aderisce all'organizzazione internazionale Mont Pelerin Society, fondata da Hayek e Popper con l'obiettivo di promuovere il libero mercato e la "società aperta", e all'American Committee for Cultural Freedom (ACCF), un'affiliazione dell'anti-Communist Congress for Cultural Freedom (CCF).
Sebbene si fosse schierato dalla parte dei pensatori politici conservatori, Eastman rimase un ateo convinto. Nel 1960 ruppe la sua amicizia con William Buckley e si dimise dal Consiglio di amministrazione del National Review ritenendo che la rivista fosse troppo esplicitamente filo-cristiana. Subito dopo cominciò ad opporsi pubblicamente al coinvolgimento degli Stati Uniti nella guerra del Vietnam. Si autodefinì "conservatore radicale", respingendo l'etichetta "libertario" utilizzata dalla scrittrice Rose Wilder Lane.
Eastman morì nel 1969 nella sua casa estiva a Bridgetown, nelle Barbados, all'età di 86 anni.

## Contributo al movimento femminista

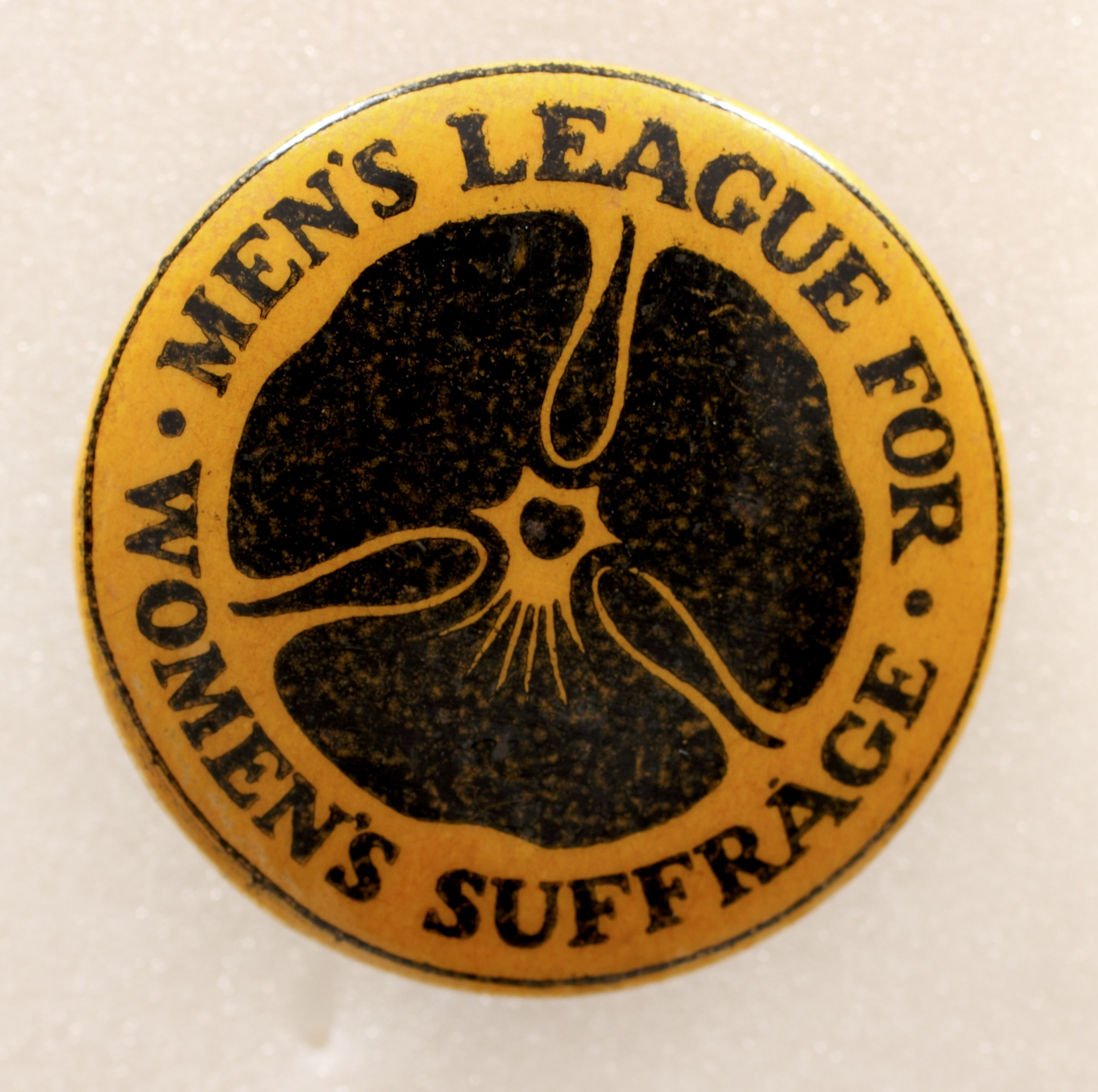
Logo utilizzata nelle campagne della Men's League for Women's Suffrage (1907-1918)

Eastman fu un noto membro del movimento a favore dei diritti delle donne durante i primi anni del ventesimo secolo. Svolse il ruolo di Presidente del "Men's Equal Suffrage League" a New York e fu cofondatore del "Men's League for Women's Suffrage" nel 1910. Nel 1913 fece un discorso presso il Bryn Mawr College intitolato "Woman Suffrage and Why I Believe in It" ("Il suffragio delle donne e il motivo per cui ci credo").
Questa adesione alla lotta femminista per il diritto al voto si collega alla sua idea secondo cui le donne ereditano con la maternità uno spirito passionale e una maggior capacità intuitiva, tale da richiamare gli uomini al problema principale, ovvero l'importanza dell'umanità. Solo un governo che si allontana dalle questioni puramente politiche in favore di quelle morali e sociali, come il diritto alla salute e a condizioni lavorative dignitose, potrà garantire prosperità e benessere tra i suoi cittadini.

## Valutazione delle opere letterarie
Eastman fu uno scrittore prolifico che pubblicò più di venti libri su tematiche diverse come il metodo scientifico, l'umorismo, la psicologia freudiana e la cultura sovietica, nonché memorie e ricordi delle sue amicizie ed incontri personali con numerose figure del tempo, tra cui Pablo Casals, Charlie Chaplin, Eugene Debs, John Dewey, Isadora Duncan, Albert Einstein, Sigmund Freud, John Dos Passos, Ernest Hemingway, HL Mencken, John Reed, Paul Robeson, Bertrand Russell, Edna San Vincenzo Millay, George Santayana, E.W. Scripps, George Bernard Shaw, Carlo Tresca, Leon Trotsky, Mark Twain e HG Wells. Tra i suoi ritratti biografici, definiti "brillanti" dallo storico John Patrick Diggins, spicca lo studio psicologico del giovane Leon Trotsky. Compose inoltre cinque volumi di poesie e romanzi, tradusse in inglese alcune opere di Alexander Puskin e pubblicò una versione abbreviata de "Il Capitale" di Marx per la Modern Library.

## Rappresentazione nei media
- Max Eastman fu la voce narrante del documentario "Tsar to Lenin" (1937).[20]
- Fu rappresentato da Edward Herrmann nel film di Warren Beatty "Reds" (1981) basato sulla vita di John Reed. John Patrick Diggins, biografo di Eastman, definì ironica e inverosimile la scelta di Hermann come interprete di Eastman che, rispetto allo studioso Reed, era un uomo estremamente affascinante.[21][22]
- Fu interpretato da Mark Pellegrino nel film televisivo "Hemingway & Gellhorn" del 2012, diretto da Philip Kaufman.[23]
- Appare nel murale "America Today" di Thomas Hart Benton (1930), seduto mentre osserva con desiderio l'attrice di burlesque Peggy Reynolds.[24]

## Opere principali
Saggistica
- Enjoyment of Poetry (Il piacere della poesia) (1913)
- The sense of humour  (Il senso dell'umorismo) (1921)
- Leon Trotzkij: the portrait of a youth (1925), trad. it.: Il giovane Trotsky, Bolsena, Massari, 2006, ISBN 88-457-0231-6
- Sine Lenin died (Da quando Lenin morì) (1925)
- Marx e Lenin: the Science of a Revolution (Marx e Lenin:La scienza della rivoluzione) (1926)
- The End of Socialism in Russia (La fine del socialismo in Russia)  (1937)
- Marxism: Is It a Science (Marxismo: è una scienza) (1940)
- Reflections on the failure of socialism (Riflessioni sul fallimento del socialismo) (1955)

Poesia
- Colors of life, poems and songs and sonnets (1918)
- Seven Kinds of Goodness (1931)
- Poems of five decades (1954)